# Angst (ścieżka dźwiękowa)
Angst – album ze ścieżką dźwiękową (17. w ogóle) Klausa Schulzego, wydany w marcu 1984 roku w Niemczech nakładem wytwórni Inteam GmbH jako płyta winylowa.

## Album

### Historia i muzyka
W 1983 roku na ekrany kin wszedł thriller Angst (pol. Strach), nakręcony przez austriackiego reżysera, Geralda Kargla, mający za temat dzieje psychopatycznego mordercy. O skomponowanie muzyki do filmu reżyser zwrócił się do Klausa Schulzego, którego twórczość, zarówno solową jak i tę z okresu współpracy z Tangerine Dream znał i lubił. Jak stwierdził w jednym z wywiadów: „Bardzo dobrze się dogadywaliśmy, kiedy spotkaliśmy się w Monachium”. Schulze stworzył muzykę, której zimne, ale niepokojące, elektroniczne rytmy wzmagają alienującą atmosferę filmu. Powstawała ona w kwietniu, wrześnio i październiku 1983 roku w Monachium i Hambühren. W wywiadzie udzielonym Albrechtowi Piltzowi w listopadzie 2005 roku Schulze stwierdził, że dostał tylko scenariusz filmu, a reżyser dał mu wolną rękę: „Możesz tworzyć muzykę tak, jak chcesz – po prostu trzymaj się scenariusza! Zmontuję film na podstawie muzyki i nie będę dodawał muzyki do filmu”. 

### Lista utworów
Lista i informacje według Discogs:
A-Seite
| 1. | Freeze | 6:36  |
|    |        |       |
| 2. | Pain   | 9:36  |
|    |        |       |
| 3. | Memory | 4:50  |
|    |        |       |
|    |        | 21:02 |
|    |        |       |
B-Seite
| 1. | Surrender | 8:41  |
|    |           |       |
| 2. | Beyond    | 10:16 |
|    |           |       |
|    |           | 18:57 |
|    |           |       |

### Informacje
- Klaus Schulze – kompozycja, wykonanie, nagranie i produkcja
- Claus Cordes, Inteam – okładka

### Wznowienia

#### 1986
Album został wznowiony w 1986 roku w Wielkiej Brytanii nakładem wytwórni Thunderbold i jednocześnie wydany po raz pierwszy jako płyta kompaktowa.
| 1. | Freeze    | 6:36  |
|    |           |       |
| 2. | Pain      | 9:36  |
|    |           |       |
| 3. | Memory    | 4:50  |
|    |           |       |
| 4. | Surrender | 8:41  |
|    |           |       |
| 5. | Beyond    | 10:16 |
|    |           |       |
|    |           | 39:59 |
|    |           |       |

#### 2005
16 grudnia 2005 roku został wydany ponownie nakładem Revisited Records jako CD z dodatkowym utworem „Silent Survivor”.
| 1. | Freeze          | 6:40    |
|    |                 |         |
| 2. | Pain            | 9:41    |
|    |                 |         |
| 3. | Memory          | 4:51    |
|    |                 |         |
| 4. | Surrender       | 8:45    |
|    |                 |         |
| 5. | Beyond          | 10:18   |
|    | Bonus Track:    |         |
| 6. | Silent Survivor | 31:40   |
|    |                 |         |
|    |                 | 1:11:55 |
|    |                 |         |
- Michael Schmitz – koordynator wznowienia
- Klaus D. Mueller – producent wznowienia
- Thomas Ewerhard,  Stefanie Veenstra – layout wznowienia
- Matt Goodluck – tłumaczenia tekstów z 16-stronicowej książeczki dołączonej do albumu

Kolejne wznowienie (tej samej wersji) ukazało się 27 października 2017 i 26 sierpnia 2022 roku nakładem niemieckiej wytwórni MIG (Made In Germany), specjalizującej się we wznowieniach.

## Opinie krytyków
Zdaniem Jima Brenholtsa z AllMusic Angst to „wyjątkowa ścieżka dźwiękowa do filmu dokumentalnego o skandalu sądowym w Austrii”, a Schulze „odwołał się do wielu wpływów, aby stworzyć ten projekt”, w tym do „szkoły berlińskiej, swoich symfonicznych syntezatorów, klasycznego wykształcenia i wrażliwości na atmosferę”. Jednak rytmiczne utwory nieco osłabiają – według niego – siłę oddziaływania tej muzyki.
Zróżnicowane oceny i opinie przedstawili recenzenci z Prog Archives. Patrickq () uważa, że „nie jest to jeden z lepszych albumów Klausa Schulze, mimo wszystko jest całkiem niezły”. Warthur () ocenia, że Angst jest dla niego „pierwszym naprawdę wciągającym albumem Schulzego z lat 80” wskazując jako najważniejszy utwor „Freeze”. Philippe () z kolei jest zawiedziony: „Nie ma nic, co mogłoby wzbudzić entuzjazm w tej ścieżce dźwiękowej stworzonej przez Klausa Schulzego. Nie ma już obecności wspaniałych, kosmicznych pętli ani ruchomych, unoszących się analogowych smyczków syntezatora, które tak dobrze charakteryzują jego klasyczny okres. Muzyka tutaj składa się tylko z minimalnych pejzaży dźwiękowych z kilkoma naiwnymi, popowymi momentami”.